# 普羅巴賓
48°39′58″N 25°35′12″E / 48.66611°N 25.58667°E
普羅巴賓（烏克蘭語：Пробабин），是烏克蘭的村落，位於該國西部伊萬諾-弗蘭科夫斯克州，由科洛梅亚区負責管轄，面積4.45平方公里，2001年人口213，人口密度每平方公里47.8人。